# Chang'e 2
Chang'e 2 (pronunciation: /tʃæŋˈʌ/; xinès: 嫦娥二号) és una sonda lunar no tripulada que es va llançar l'1 d'octubre de 2010. Va ser un seguiment de la sonda lunar Chang'e 1, que es va posar en marxa el 2007. Chang'e 2 va ser part de la primera fase del programa lunar xinès, i va realitzar investigacions des d'una òrbita lunar de 100 quilòmetres d'alçada en preparació per a l'aterratge suau el desembre del 2013 amb el mòdul de descens i astromòbil Chang'e 3. Chang'e 2 va ser similar al disseny de Chang'e 1, tot i que va presentar algunes millores tècniques, incloent una càmera a bord més avançada. Igual que la seva predecessora, la sonda va ser nomenada amb el nom de Chang'e, una antiga deessa de la lluna xinesa.
Després de completar el seu objectiu principal, la sonda va deixar l'òrbita lunar per arribar al punt de Lagrange L2 Terra–Sol, per provar la xarxa xinesa de seguiment i control, fent l'Administració Espacial Nacional de la Xina la tercera agència espacial després de la NASA i la ESA en haver visitat aquest punt. Va entrar en òrbita al voltant de L2 el 25 d'agost de 2011, i va començar a transmetre dades des de la seva nova posició el setembre de 2011. L'abril de 2012, Chang'e 2 va partir de L2 per començar una missió ampliada a l'asteroide 4179 Toutatis, que va sobrevolar amb èxit el desembre de 2012. Aquest èxit va fer que la CNSA de la Xina fos la quarta agència espacial en explorar directament asteroides, després de la NASA, l'ESA d'Europa i la JAXA del Japó. El 2014, Chang'e 2 va recórrer més de 100 milions de quilòmetres de la Terra, i està duent a terme una missió a llarg termini per verificar els sistemes de seguiment i control de l'espai profund a la Xina.